# Turk Barrett
Turk Barrett é um personagem fictício que aparece nas revistas em quadrinhos americanas publicadas pela Marvel Comics. Criado pelos escritores Gary Friedrich e Roy Thomas e o artista Gene Colan, sua primeira aparição foi em Demolidor (vol. 1) #69 (Outubro de 1970).
Ele tem tido muitos conflitos com o Demolidor, onde seus esquemas ineptos geralmente são retratados como alívio cômico.

## Biografia ficcional do personagem
Turk Barrett era um pequeno criminoso que operava na Hell's Kitchen. Roscoe Sweeney já enviou Barrett para pagar Jack Murdock para jogar uma partida de boxe. Barrett foi associado a uma banda de rua chamada Thunderbolts.
Barrett também trabalhou para Eric Slaughter. Barrett roubou uma vez a armadura do Metalóide para enfrentar o Demolidor. Barrett, no entanto, é derrotado em segundos. Turk mais tarde roubou a armadura do Stilt-Man. Ele ofereceu seus serviços ao Rei do Crime, mas foi recusado. O Rei do Crime afirmou não empregar "idiotas". Wilbur Day contatou o Demolidor com conhecimento de como derrotar Barrett.
Turk passou um bom tempo no Bar da Josie, em Nova York. Seu principal associado é "Grotto", que frequentemente participa relutantemente dos esquemas de Turk. Turk uma vez assaltou um "Papai Noel" no Natal e pretendia usar o traje de Yuletide para fazer doações de caridade de outros. Neste caso, quando ele foi confrontado por Matt Murdock, Turk esfaqueou o desorientado Murdock seriamente, quase fatalmente, ferindo Matt.
Durante o arco de história "Guerra Civil II" de 2016, Turk Barrett está com o Rei do Crime quando ouvem de um barista chamado Armand que sua namorada chamada Sonia desapareceu. Eles a rastreiam até um negócio de tráfico de seres humanos que Marko, O Homem-Montanha o ex-minion do Rei do Crime, Janus Jardeesh. estavam trabalhando.

## Outras versões
Na cronologia alternativa do arco de história de 2005, "Dinastia M", Turk Barrett é membro da gangue de Willis Stryker. Depois que Stryker foi derrotado, Turk seguiu voluntariamente Luke Cage quando ele assumiu o controle do grupo.
A versão Ultimate Marvel de Turk Barrett é um gângster. Um conhecido criminoso de Aaron Davis, ele tem Jefferson Davis como seu principal executor, eventualmente deixando seu território para o império criminal de Wilson Fisk.
Durante o arco de história de Guerras Secretas, uma variação de Turk Barrett reside no domínio Battleworld do Vale da Perdição, que se baseia nos remanescentes da Terra-51920, onde cada personagem da Marvel é retratado na forma do Velho Oeste. Ele é um dos minions do prefeito Wilson Fisk. Barrett e os demais homens do prefeito Fisk atacam o Lobo Vermelho quando ele tentou destruir a barragem da Roxxon. Ao ser avisado por Ben Urich, o Xerife Steve Rogers interveio e conseguiu colocá-lo sob custódia do xerife. Mais tarde naquela noite, o Prefeito Fisk enviou Turk e seus homens para atrair o Xerife Rogers fora do Departamento do Xerife para que eles pudessem matar o Lobo Vermelho. Este plano não foi bem como Sheriff Rogers e o Lobo Vermelho foram capazes de matar Turk e aqueles envolvidos na tentativa da tirar a vida do Lobo Vermelho.

## Em outras mídias
- Turk Barrett aparece no filme televisivo The Trial of the Incredible Hulk (1989), interpretado por Mark Acheson.

Rob Morgan como Turk Barrett em Demolidor.

- Turk Barrett é um personagem recorrente nas séries da Netflix do Universo Cinematográfico Marvel, interpretado por Rob Morgan:[12]
  - Turk aparece pela primeira vez na primeira temporada de Demolidor. Ele é um executor de Wilson Fisk e está envolvido em tráfico de pessoas e tráfico de armas.[13] Ele tem uma reputação de ser desonesto, como em "Rabbit in a Snowstorm", ele mostrou vender uma arma para um dos assassinos de Fisk, apenas para a arma emperrar ao usá-la apesar de Turk prometer que isso não seria um problema.[14] Depois que Fisk mata Anatoly por interromper o encontro de Fisk com Vanessa e começa a fazer movimentos para eliminar seu irmão Vladimir, Wesley fez Turk passar uma mensagem para Vladimir para provocar a reunião de seus homens em locais individuais onde Fisk então ataca com terroristas suicidas.[15] No final, Turk é um dos que são presos pelo FBI por sua associação com o império de Fisk.[16] Na segunda temporada de Demolidor, Turk tem liberdade condicional e está de volta a lidar com armas. Ele aparece pela primeira vez na estreia da segunda temporada quando Matt falha um acordo de armas entre Turk e alguns criminosos empreendedores para obter informações sobre o recente ataque do Justiceiro na Kitchen Irish. Mais tarde, no final da segunda temporada, Turk é sequestrado pelo Tentáculo como parte de uma armadilha que Nobu estabeleceu para Matt e Elektra. Ele quase perde o pé depois que Karen Page ativa sua pulseira de liberdade condicional para alertar a polícia, mas Matt aparece e intervém antes que isso aconteça.[17]
  - Turk reaparece na primeira temporada de Luke Cage.[18] Ele aparece pela primeira vez em "Code of the Street", onde ele ocasionalmente visita Barbearia de Pop no Harlem para jogar xadrez com Bobby Fish. Misty Knight se mostra familiarizada com as atividades criminosas de Turk quando ela e Rafael Scarfe se cruzam com ele na rua fora da barbearia. Turk é indiretamente responsável por dar início a uma guerra de gangues no Harlem, enquanto ele sugere ao capanga de Cottonmouth, Tone, a presença de Chico na barbearia. Isso faz com que Tone dispara a barbearia  com metralhadoras gêmeas, ferindo Chico e matando Pop. Quando Turk interrompe uma reunião que  Cottonmouth está tendo com Tone, Mariah Dillard e Shades Alvarez, para pedir a Tone pelo dinheiro que lhe foi prometido, Cottonmouth mata Tone, o jogando do telhado do Harlem's Paradise, e então despacha Turk sem seu dinheiro.[19] Turk não aparece novamente até "Soliloquy of Chaos", onde ele é visto fazendo negócios com Cascavel. Ele é estabelecido para ser versado na mitologia grega, como ele tem que explicar ao Zip o que "Diamondback" significa ao descrever sua recente queda com Shades como "merda de Ícaro". Mais tarde no episódio, Luke Cage segue Turk e o prende em uma lixeira depois de assustá-lo para desistir do armazém de Cascavel.[20]
  - Turk faz outra aparição em Os Defensores. Luke, procurando ajudar um irmão do falecido Candace Miller como um favor para Misty, encontra Turk  conversando com um policial secreto em um bar do Harlem, conhecido como Trouble in a Pair of Dice, e o interroga para obter informações sobre uma sequência recente de assassinatos que O Tentáculo tem cometido no Harlem. Depois de alguma persuasão, ele diz a Luke que ele viu as vítimas falecidas com um novo jogador (mais tarde revelou ser Sowande, um dos cinco braços que compõem a liderança do Tentáculo) que é apelidado de O Homem de Chapéu Branco. Luke usa a informação de Turk e captura Sowande pegando uma equipe de limpeza para destruir os corpos das vítimas do Tentáculo e eventualmente, o leva a cruzar caminhos com Danny Rand.[21]
  - Morgan reprisa seu papel na série de televisão O Justiceiro.[22] No episódio "Resupply", Frank Castle sequestra Turk em troca de armas. Turk revela que seus embarques diminuíram (além de um rifle rosa). Frank se impede de matá-lo, em vez disso, bate em Turk.[23]

- Também apareceu na segunda temporada de Jessica Jones dando uma arma para a Jeri Hogarth.